# باشگاه فوتبال آخه‌یوفه‌فه
 باشگاه فوتبال آخه‌یوفه‌فه (هلندی: AGOVV) (تلفظ هلندی: [ˌaːɣeːjoːveːˈveː]) یک باشگاه فوتبال در آپلدورن، هلند بود. این باشگاه در سال ۱۹۱۳ تأسیس و در ۱۱ ژانویه ۲۰۱۳ منحل شد.